# Timothy Mahr
Timothy Jon Mahr (Reedsburg, (Wisconsin), 20 maart 1956) is een Amerikaans componist, muziekpedagoog, dirigent en trombonist. Hij is gehuwd met de muzikant en muziekpedagoog Jill Mahr, met wie hij twee dochters heeft.

## Levensloop
Mahr studeerde muziektheorie, compositie en trombone aan het St. Olaf College in Northfield, Minnesota en behaalde aldaar zowel zijn Bachelor of Music (1977) alsook zijn Bachelor of Arts (1978). Vervolgens studeerde hij aan de Universiteit van Iowa in Iowa City en behaalde zijn Master auf Arts in 1983. Zijn studies voltooide hij aan dezelfde universiteit en promoveerde in 1995 tot Doctor of Musical Arts.
Hij was drie jaar docent aan Milaca High School in Minnesota en verwisselde deze baan voor een aan de Universiteit van Minnesota in Duluth, waar hij rond 10 jaar dirigent van de harmonieorkesten was. In Duluth heeft hij het "Twin Ports Wind Ensemble" opgericht en dirigeert. Sinds 1994 is hij docent voor compositie, orkestdirectie en muziekopleiding, maar ook directeur van de harmonieorkesten aan zijn Alma Mater, het St. Olaf College in Northfield (Minnesota). Verder is hij dirigent van de "Minnesota Symphonic Winds".
Mahr was van 1999 tot 2001 voorzitter van de North-Central regio van de College Band Directors National Association (CBDNA) en van 1996 tot 1998 behoorde hij tot het bestuur van de National Band Association (NBA).
Als muziekpedagoog en gastdocent werkte hij niet uitsluitend binnen de Verenigde Staten, maar ook in Noorwegen, Mexico, Singapore en Canada. Hij was gastdirigent en huiscomponist aan meer dan 30 Colleges en universiteiten. In de laatste jaren was hij regelmatig dirigent van de zogenoemde All-State Bands in de staten Montana, Massachusetts, Californië, Colorado, Wyoming, Illinois, Minnesota, Iowa, Wisconsin, Ohio, Kansas en North Dakotha.
Mahr ging met het St. Olafs College harmonieorkest op concertreis naar Noorwegen in 1996, naar het Verenigd Koninkrijk en Ierland in 2000. In Mexico was hij in 2004 op studiereis. Ter gelegenheid van het eeuwfeest van de onafhankelijkheid van Noorwegen was de St. Olaf College Band in 2005 opnieuw dit land. Dit harmonieorkest heeft sinds 1994 negen cd's opgenomen, die internationale waardering kregen.
Als componist heeft hij meer dan 50 werken op zijn naam staan, waarvan er veel zijn gepubliceerd als werken voor harmonieorkest. In 1991 ontving hij de Ostwaldprijs voor zijn werk The Soaring Hawk. Vijf andere werken kwamen in het finale van de National Band Competition Contest. Werken van hem werden onder andere uitgevoerd in de Lincoln Center en de Carnegie Hall. Mahr kreeg als eerste componist een opdracht van de American Bandmasters Association Commissioning Project en het daarvoor geschreven werk Endurance werd in première gebracht door het United States Interservice Band in Washington D.C.. Hij kreeg meer dan 30 opdrachten van onder andere de United States Air Force Band, de Music Educators National Conference en andere vooraanstaande harmonieorkesten en federaties.

## Composities

### Werken voor orkest
- Carolina Folk Dream
- Mountain Prayers

### Werken voor harmonieorkest
- 1980 Fanfare and Grand March
- 1983 And, Behold, There Was a Great Earthquake (versie I)
- 1983 Fantasia in G[1]
- 1984 Passages, voor piano solo en harmonieorkest
- 1986 Argentum, ouverture
- 1986 Immigrant Dreams
- 1987 O Brother Man
- 1989 Daydream[2]
- 1989 Imprints
- 1990 Hymn and Celebration
- 1990 The Soaring Hawk (won de Ostwaldprijs in 1991)
- 1991-1994 Festivals
  1. Academic Flourish
  2. Thanksgiving Meditation
  3. Christmas Adoration
  4. Lenten Reflection
  5. Easter Celebration (still in progress - nog onvoltooid)
- 1991 Academic Flourish from Festivals
- 1991 Endurance, voor harmonieorkest (won de Ostwaldprijs in 1992)
- 1992 Spring Divertimento
- 1992 When I Close My Eyes, I See Dancers
- 1992 Thanksgiving Meditation from Festivals
- 1993 Lenten Reflection from Festivals
- 1994 Christmas Adoration from Festivals
- 1994 The View from the Mountaintop
- 1996 Flourish
- 1996 in mind, in spirit
- 1997 They Sing of Love
- 1998 Into the Air![3]
- 1998 Nightdream
- 1998 sol solator
- 1999 A Mighty March
- 1999 A Quiet Place to Think
- 2000 Everyday Hero
- 2000 Lines from Lanier
- 2001 Hey!
- 2001 Mourning Dances
- 2001 Variations on "All Hail the Power of Jesus' Name"
  1. Fanfare - Jack Stamp
  2. Retreat - Timothy Mahr
  3. Dance - Andrew Boysen Jr.
  4. Fantasia - Joseph Pappas
  5. Finale - David Gillingham
- 2002 In Circles
- 2002 The Mankato March
- 2002 Noble Element[4]
- 2002 Rollick
- 2003 and in this dream there were eight windows...
- 2003 Fields of Grain as Seen from a Train
- 2003 sssssplashhhhh!!!
- 2004 Blue Sky Day[5]
- 2004 Bridge Square March
- 2005 Mountain Prayers
- 2005 Pride Promise and Progress[6]
- 2005 Uncle Lumpy's Garage (samen met zijn dochter: Jenna Mahr)[7]
- 2006 Until the Walls and Rafters Ring, voor koperkwintet en harmonieorkest
- 2007 Courtley Intrigue
- 2007 Imagine, if you will...
- 2008 Heroic Valor - A Set for Band on the American Calling
  1. Declamation
  2. Meditation
  3. Celebration
- 2008 Scenes from a Life Danced
  1. Greeting and Tarantella
  2. A young Girls dream of Ballet
  3. Janus Dance
  4. Silly Walks and Farewell
- 2010 Three Solas
  1. sola fide
  2. sola gratia
  3. sola scriptura
- To the Sky

### Werken voor orgel
- Fidelitas

## Publicaties
- Aus der Werkstatt des Komponisten: "Endurance", in: Clarino: Internationale Zeitschrift für Bläsermusik, July/August, 1997, pp. 22-26. (Analysis of Endurance translated into German)